# ایستگاه متروی آرنوس گرو
ایستگاه متروی آرنوس گرو (انگلیسی: Arnos Grove tube station) یکی از ایستگاه‌های خط پیکدیلی متروی لندن است.
این ایستگاه که در منطقه انفیلد لندن قرار دارد در سال ۱۹۳۲ میلادی تأسیس شده است.